# František Gajda
František Gajda (10. března 1935, Strážnice – 29. září 2017, Strážnice) byl řezbář a autor mnoha řezbářských děl s lidovou tematikou z prostředí moravského Slovácka. Svou tvorbou se zařadil mezi nejznámější a na Slovácku zcela ojedinělé tvůrce řezbářského umění.

## Život
František Gajda se narodil a celý svůj život žil ve městě Strážnice na jižní Moravě.
Narodil se do rolnické rodiny. Jeho otec, taktéž František Gajda, byl vyučeným kamnářem, a spolu s manželkou Rozárií Ospalíkovou, po svatbě Gajdovou, měli hospodářství. Společně měli dvě děti - Františka a Jana.
Malý František chodil do soukromé měšťanské školy ve Strážnici. Vyučil se instalatérem a po vyučení pracoval jako zámečník, údržbář a strojař v podniku Šohaj ve Strážnici. Později dálkově studoval na střední průmyslové škole strojní v Brně a pracoval jako technický kontrolor v podniku Stavebního strojírenství.
V roce 1961 se oženil s Marií Juncovou, po svatbě Gajdovou, se kterou žil až do konce života. Měli spolu 2 děti, Marii Gajdovou, později Šimáčkovou (ženu Milana Šimáčka), a Lubomíra Gajdu.
Řezbařině se Gajda věnoval jako samouk ve svém volném čase. Inspiroval se literaturou a zajímal se o sochařinu i řezbu. Samostatnou řezbářskou živnost založil v roce 1989.

## Tvorba
Tvorba Františka Gajdy je pevně spjata se Strážnicí, městem, ze kterého pocházeli oba jeho rodiče a kde strávil celý svůj život. Každý jednotlivá plastika zpodobuje - ať v přímé podobě nebo jen v reminiscenci - typy svérázných Strážničanů.  Mezi jeho figurkami najdeme často obyčejné lidi oblečené do lidových krojů, vinaře, rolníky, děvečky i babičky.
Jeho figurky jsou anatomicky přesné a v provedené v přesvědčivé realistické řezbě s bravurně vyhotovenými detaily. Můžeme na nich pozorovat různé výrazy v tváři jako úsměv, údiv či smutek, stejně jako precizní detaily na lidových krojích.
Právě díky realističnosti se figurky Františka Gajdy dostaly jak na výstavy do celého světa, tak i do sbírek řady muzeí a institucí.

### Betlémy
Nejpodstatnější část celoživotní tvorby Františka Gajdy zaujímají betlémy. K betlémářské tvorbě ho inspiroval asi v roce 1974 dr. Vladimír Vaclík, dlouholetý organizátor betlemářství v Čechách, který je i autorem několika publikací z tohoto oboru. Za svůj život řezbář Gajda zhotovil asi dvacet velkých betlému, z nichž každý je originál. Největší a nejvýznamnější z nich je Velký strážnický betlém, který sestává asi z 50 figur ve výšce až 40 cm. Figurky jsou zde oděny do strážnických krojů.
Další Gajdovy betlémy jsou tematické - najdeme mezi nimi Pastýřský betlém, ve kterém dominují pastýři s ovečkami, Muzikantský betlém, kde právě narozenému Ježíškovi hrají na cimbál, akordeon, lesní roh, housle, flétny i basu, Vinařský betlém, ve kterém je místo klasického chléva vinný sklípek, Mlynářský betlém s mlynáři nesoucími pytle plné mouky, nebo Rybářský betlém s rybáři nesoucími své nejlepší úlovky.

### Štípy
Velmi populární jsou i Gajdovy dřevěné úštěpky různých velikostí i tvarů, které zdobil obličeji a tvořil tak z nich originální plastické ozdoby na zeď. Vidíme v nich lesní duchy, divoženky, mladé dívky i staré dědoušky. Někteří se tváří zasmušile, někteří vesele, a jejich vzhled je přizpůsobený tvaru dřeva a přírodních suků.

### Plastiky
Kromě klasických figurek Gajda tvořil i plastiky strážnických obyvatel. Jednalo se o reálné osoby z jeho okolí a z příbuzenstva.

### Figury světců
Gajdova víra v Boha se odráží i v další jeho tvorbě kromě betlémů. Zhotovil několik velkých figur světců:
- Plastika svatého Floriána, patrona hasičů, který je vyobrazen jako římský voják s praporem, který vylévá vodu na hořící domek.
- Socha svatého Genesia, patrona herců, kterou věnoval herec Bronislav Poloczek papeži Janu Pavlovi II. při jeho návštěvě Prahy, a tak je nyní uložená ve Vatikánském muzeu. Zachycuje klečícího světce, který drží kříž na prsou a druhou ruku má pozdviženou v kazatelském gestu.
- Figura svatého Urbana, patrona vinohradníků,
- plastika svatého Antonína,
- plastika svatého Lukáše,
- plastika svatého Petra, atd. [1]

### Ostatní řezbářská tvorba
Řezbář Gajda pravidelně předváděl a prodával své výrobky na jarmarcích a tematických trzích. Proto do své tvorby zařadil i předměty, které jsou nejen ozdobné, ale i praktické do domácnosti. Tvořil různé tvary misek, velikonoční řehtačky, ozdobné špunty na demižony i vinné lahve, šachy, flétničky a píšťalky.

## Následovníci
K řezbáři Gajdovi se chodívali učit mladí řezbáři z okolí. Učili se o technice, o dlátech a o dřevě a společně vyřezávali v Gajdově dílně. Samotní mladí řezbáři, kteří se u Františka Gajdy scházeli, vymysleli v roce 2003  tomuto uskupení název GAUČ (Gajdovi učedníci). Patřili mezi ně: 
- Václav Němec z Veselí nad Moravou,
- Lubomír Sedlář z Veselí nad Moravou,
- Vladimír Boruta z Vracova,
- Vít Vavřiník ze Strážnice,
- Ladislav Sedláček z Veselí nad Moravou,
- Martin Ospalík z Veselí nad Moravou.
- Andrej Irša z Kátova (SK).